# Priritxne (Crimea)
|  | Per a altres significats, vegeu «Prirétxnoie». |

Priritxne (en (ucraïnès): Прирічне, en rus: Приречное, Prirétxnoie) és un poble de la República Autònoma de Crimea a Ucraïna, que el 2014 tenia 391 habitants. Pertany al districte de Nijnegorski. Fins al 1948 la vila es deia Kazanpir, i fins al 1962 Sadóve.